# Mallasamudra, Holenarsipur
Mallasamudra là một làng thuộc tehsil Holenarsipur, huyện Hassan, bang Karnataka, Ấn Độ.